# Stiftungsurkunde des Bistums Havelberg
Die sogenannte Stiftungsurkunde ist der Text einer Urkunde, die angeblich von König Otto I. für das Bistum Havelberg im Jahr 946 ausgestellt wurde.
Sie ist wahrscheinlich eine Fälschung aus dem 12. Jahrhundert.

## Problematik
Die Stiftungsurkunde ist erst in einer Abschrift von 1667 im Hausbuch des Domstifts Havelberg erhalten.
Sie beinhaltet die Dotierung von Besitzungen und Rechten für das Bistum durch Otto I. Der Text enthält einige Unstimmigkeiten, die eine Abfassung zum angegebenen Jahr ausschließen.

### Angegebenes Ausstellungsjahr
Der Text gibt das Jahr DXDXLVI als Ausstellungsdatum an. Diese Schreibweise ergibt aber keine schlüssige Zahl. Deshalb wird ein Schreibfehler für DCDXLVI angenommen, was 946 bedeutet.
Allerdings widerspricht diese Jahreszahl den angegebenen Regierungsjahren Ottos I. und der Indiktion. Deshalb wurde das Jahr 948 als richtiges Datum angenommen. In diesem Jahr wurde auch das Bistum Brandenburg gegründet, die Zeugen und Teile des Textes zeigen eine große Übereinstimmung mit dessen Gründungsurkunde. Dieser Umdatierung wurde aber in den 1980er und 1990er Jahren widersprochen.
Es bleibt also nicht sicher, zu welchem Zeitpunkt eine mögliche Stiftungsurkunde für das Bistum Havelberg entstanden sein könnte.

### Inhaltliche Widersprüche
Die Begriffe castrum et civitas, burgwardium und marchia inferior waren im 10. Jahrhundert noch nicht gebräuchlich. Auch die angegebene nördliche Grenze zu Mecklenburg wirft Fragen auf.
Es wird daher angenommen, dass die Urkunde im 12. Jahrhundert angefertigt wurde, möglicherweise zwischen 1150 und 1179. Die Absicht war, Zehntrechte des Bistums zu sichern, sowie Ansprüche an Burg und Stadt Havelberg und eine weite Ausdehnung des Bistums nach Norden.
Vorlage könnte eine echte Urkunde aus dem 10. Jahrhundert gewesen sein.

## Handschriften
Eine Abschrift befindet sich im Brandenburgischen Landeshauptarchiv in Potsdam.

## Drucke
Text
- Theodor Sickel (Hrsg.): Diplomata 12: Die Urkunden Konrad I., Heinrich I. und Otto I. (Conradi I., Heinrici I. et Ottonis I. Diplomata). Hannover 1879, S. 155 (Monumenta Germaniae Historica, Digitalisat) Nr. 76.

Regest
- Emil von Ottenthal: Die Regesten des Kaiserreichs unter den Herrschern aus dem Saechsischen Hause 919–1024. (= Regesta Imperii, II). Band 1. Innsbruck 1893. S. 68 Nr. 134.